# Bùi Tiến Hải
Bùi Tiến Hải (ur. 20 lipca 1998) – wietnamski zapaśnik walczący w stylu klasycznym. Zajął czternaste miejsce na igrzyskach azjatyckich w 2022. Triumfator igrzysk Azji Południowo-Wschodniej w 2019, 2021 i 2023. Drugi na mistrzostwach Azji Południowo-Wschodniej w 2022. Dwunasty na mistrzostwach Azji kadetów w 2014 roku.